# Liste de lieux géographiques les plus au nord du monde
Cette page recense les  lieux géographiques les plus au nord du monde.

## Géographie physique
| Type                                                                    | Endroit               | Pays       | Coordonnées           |
| ----------------------------------------------------------------------- | --------------------- | ---------- | --------------------- |
| Point de la surface du globe                                            | Pôle Nord             | —          | 90° 00′ N, 0° 00′ E   |
| Terre émergée                                                           | Île de Kaffeklubben   | Groenland  | 83° 40′ N, 29° 50′ O  |
| Volcan actif                                                            | Beerenberg, Jan Mayen | Norvège    | 71° 04′ N, 8° 10′ E   |
| Atoll                                                                   | Atoll de Kure, Hawaii | États-Unis | 28° 25′ N, 178° 20′ O |
| Localité n'ayant aucune température mensuelle moyenne inférieure à 0 °C | Værøy                 | Norvège ,  | 67° 40′ N, 12° 40′ E  |
| Mer tropicale                                                           | Mer Rouge             |            |                       |

## Localités

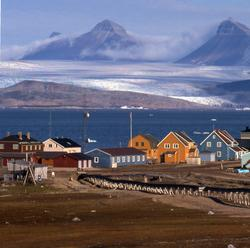
Ny-Ålesund, par 79° N

| Type                                   | Localité                                               | Pays     | Population | Coordonnées          |
| -------------------------------------- | ------------------------------------------------------ | -------- | ---------- | -------------------- |
| Capitale d'une nation indépendante     | Reykjavik                                              | Islande  | 113 387    | 64° 08′ N, 21° 56′ O |
| Lieu habité                            | Alert, Nunavut                                         | Canada   | 6          | 82° 29′ N, 62° 15′ O |
| Localité                               | Ny-Ålesund, Svalbard                                   | Norvège  | 120        | 78° 55′ N, 11° 56′ E |
| Ville                                  | Hammerfest                                             | Norvège  | 9 261      | 70° 39′ N, 23° 41′ E |
| Ville de plus de 50 000 habitants      | Tromsø                                                 | Norvège  | 63 596     | 69° 40′ N, 18° 56′ E |
| Ville de plus de 100 000 habitants     | Norilsk                                                | Russie   | 133 436    | 69° 21′ N, 88° 12′ E |
| Ville de plus d'un million d'habitants | Saint-Pétersbourg                                      | Russie   | 4 661 219  | 59° 56′ N, 30° 20′ E |
| Ville de plus d'un million d'habitants | Grand Helsinki (Helsinki, Espoo, Vantaa et Kauniainen) | Finlande | 1 232 595  | 60° 10′ N, 24° 56′ E |

## Bâtiments
| Type                 | Endroit                                                  | Pays      | Coordonnées          |
| -------------------- | -------------------------------------------------------- | --------- | -------------------- |
| Campus universitaire | Centre universitaire du Svalbard, Longyearbyen, Svalbard | Norvège   | 78° 13′ N, 15° 33′ E |
| Château médiéval     | Château Saint Olaf, Savonlinna                           | Finlande  | 61° 52′ N, 28° 53′ E |
| Forteresse           | Vardøhus , Vardø                                         | Norvège   | 70° 20′ N, 30° 51′ E |
| Hôpital              | Longyearbyen, Svalbard                                   | Norvège   | 78° 13′ N, 15° 33′ E |
| Hôtel                | Ny-Ålesund, Svalbard                                     | Norvège   | 78° 55′ N, 11° 56′ E |
| Hôtel 4 étoiles      | Hotel Arctic, Ilulissat                                  | Groenland | 69° 13′ N, 51° 05′ O |
| Supermarché          | Longyearbyen, Svalbard                                   | Norvège   | 78° 13′ N, 15° 33′ E |
| Université           | Université de Tromsø                                     | Norvège   | 69° 40′ N, 18° 56′ E |
| Usine de céramique   | Pentik, Pori                                             | Finlande  | 61° 29′ N, 21° 47′ E |
| Usine de papier      | Veitsiluoto                                              | Finlande  |                      |

## Culture et musique
| Type                      | Endroit                                 | Pays     | Coordonnées          |
| ------------------------- | --------------------------------------- | -------- | -------------------- |
| Festival de rock 'n' roll | Midnattsrocken, Lakselv                 | Norvège  | 70° 03′ N, 24° 58′ E |
| Festival de soul et blues | Alta Soul & Blues Festival, Alta ()     | Norvège  | 69° 56′ N, 23° 18′ E |
| Galerie d'art             | Longyearbyen, Svalbard                  | Norvège  | 78° 13′ N, 15° 33′ E |
| Groupe de Samba           | Samba el Gambo, Tampere                 | Finlande | 61° 30′ N, 23° 45′ E |
| Musée                     | Musée de la mine à Ny-Ålesund, Svalbard | Norvège  | 78° 55′ N, 11° 56′ E |
| Orchestre symphonique     | Tromsø Symfoniorkester, Tromsø          | Norvège  | 69° 40′ N, 18° 56′ E |
| Cornemusiers              | The Helsinki Pipes and Drums, Helsinki  | Finlande | 60° 10′ N, 24° 56′ E |
| Meneuses de claque        | Arctic Circle Stars, Rovaniemi          | Finlande | 66° 30′ N, 25° 43′ E |

## Jardins, zoos et aquariums
| Type                                    | Endroit                       | Pays     | Coordonnées          |
| --------------------------------------- | ----------------------------- | -------- | -------------------- |
| Aquarium maritime                       | Tromsø                        | Norvège  | 69° 40′ N, 18° 56′ E |
| Delphinarium                            | Särkänniemi, Tampere          | Finlande | 61° 30′ N, 23° 45′ E |
| Jardin botanique                        | Tromsø Botaniske Hage, Tromsø | Norvège  | 69° 40′ N, 18° 56′ E |
| Zoo                                     | Polar Zoo, Bardu              | Norvège  | 68° 44′ N, 18° 31′ E |
| Zoo avec animaux de tous les continents | Zoo de Korkeasaari, Helsinki  | Finlande | 60° 10′ N, 24° 56′ E |

## Marques
| Type        | Localité | Pays     | Coordonnées          |
| ----------- | -------- | -------- | -------------------- |
| Holiday Inn | Oulu     | Finlande | 65° 01′ N, 25° 28′ E |
| McDonald's  | Tromsø   | Norvège  | 69° 40′ N, 18° 56′ E |
| Subway      | Alta     | Norvège  | 69° 56′ N, 23° 18′ E |
| Burger King | Tromsø   | Norvège  | 69° 40′ N, 18° 56′ E |

## Nature

### Animaux
| Type                     | Endroit                                            | Pays    | Coordonnées          |
| ------------------------ | -------------------------------------------------- | ------- | -------------------- |
| Barrière de corail       | Lopphavet, mer de Norvège, à l'ouest de Hammerfest | Norvège | 70° 30′ N, 21° 00′ E |
| Colonie de chauve-souris | Rundhaug, Målselv, Troms                           | Norvège |                      |
| Homard                   | Tysfjord et Ofotfjord, Nordland                    | Norvège |                      |

### Plantes
| Variété       | Endroit                                                                                                  | Pays      | Coordonnées           |
| ------------- | --- | --------- | --------------------- |
| Arbre         | Mélèze de Dahurie (Larix gmelinii), Ary-Mas, vallée de la rivière Khatanga, Péninsule de Taïmyr, Sibérie | Russie    | 72° 30′ N, 102° 27′ E |
| Aulne         | Aulne glutineux (Alnus glutinosa), Rovaniemi                                                             | Finlande  |                       |
| Bambou        | Sasa kurilensis, près de Dolinsk, Sakhaline                                                              | Russie    |                       |
| Bouleau       | Bouleau blanc d'Europe (Betula pubescens), Sibérie centrale                                              | Russie    | Vers 71,5° à 72° N    |
| Chêne (forêt) | Chêne pédonculé (Quercus robur), Edøy, Smøla, Møre og Romsdal                                            | Norvège   |                       |
| Fagus (forêt) | Hêtre (Fagus sylvatica), Seim, Lindås, Hordaland                                                         | Norvège   |                       |
| Frêne         | Frêne élevé (Fraxinus excelsior), Leksvik et Frosta, Nord-Trøndelag                                      | Norvège   |                       |
| Houx          | Ilex aquifolium, Bremsnes, à Averøy, Møre og Romsdal                                                     | Norvège   |                       |
| If            | If commun (Taxus baccata), Molde Møre og Romsdal                                                         | Norvège   |                       |
| Merisier      | Prunus avium, Frosta, Nord-Trøndelag                                                                     | Norvège   |                       |
| Noisetier     | Réserve naturelle de Prestegårdsskogen, Steigen, Nordland                                                | Norvège   |                       |
| Orme (forêt)  | Orme glabre (Ulmus glabra), Beiarn, Nordland                                                             | Norvège   |                       |
| Pin           | Pin sylvestre (Pinus sylvestris), Stabbursdalen, Porsanger, Finnmark                                     | Norvège   |                       |
| Saule         | Saule arctique (Salix arctica), jusqu'aux limites nord du Groenland                                      | Groenland |                       |
| Tilleul       | Tilleul à petites feuilles (Tilia cordata), Brønnøy, Nordland                                            | Norvège   |                       |

## Loisirs et sports
| Type                                    | Endroit                                                | Pays       | Coordonnées           |
| --------------------------------------- | ------------------------------------------------------ | ---------- | --------------------- |
| Brise-glace arctique pour touristes     | Mourmansk                                              | Russie     | 68° 58′ N, 33° 05′ E  |
| Camping                                 | Ny-Ålesund, Svalbard                                   | Norvège    | 78° 55′ N, 11° 56′ E  |
| Cinéma                                  | Svalbard kino, Longyearbyen, Svalbard                  | Norvège    | 78° 13′ N, 15° 33′ E  |
| Équipe de football de première division | Tromsø IL, Tromsø (championnat de Norvège de football) | Norvège    | 69° 40′ N, 18° 56′ E  |
| Équipe de football américain            | Barrow Whalers, Barrow, Alaska                         | États-Unis | 71° 18′ N, 156° 44′ O |
| Golf de 9 trous                         | Ulukhaktok, Territoires-du-Nord-Ouest                  | Canada     | 70° 44′ N, 117° 45′ O |
| Golf de 18 trous                        | Tromsø Golfpark à Breivikeidet, près de Tromsø         | Norvège    |                       |
| Half-pipe pour planche à neige          | Saariselkä, Inari                                      | Finlande   |                       |

## Religion

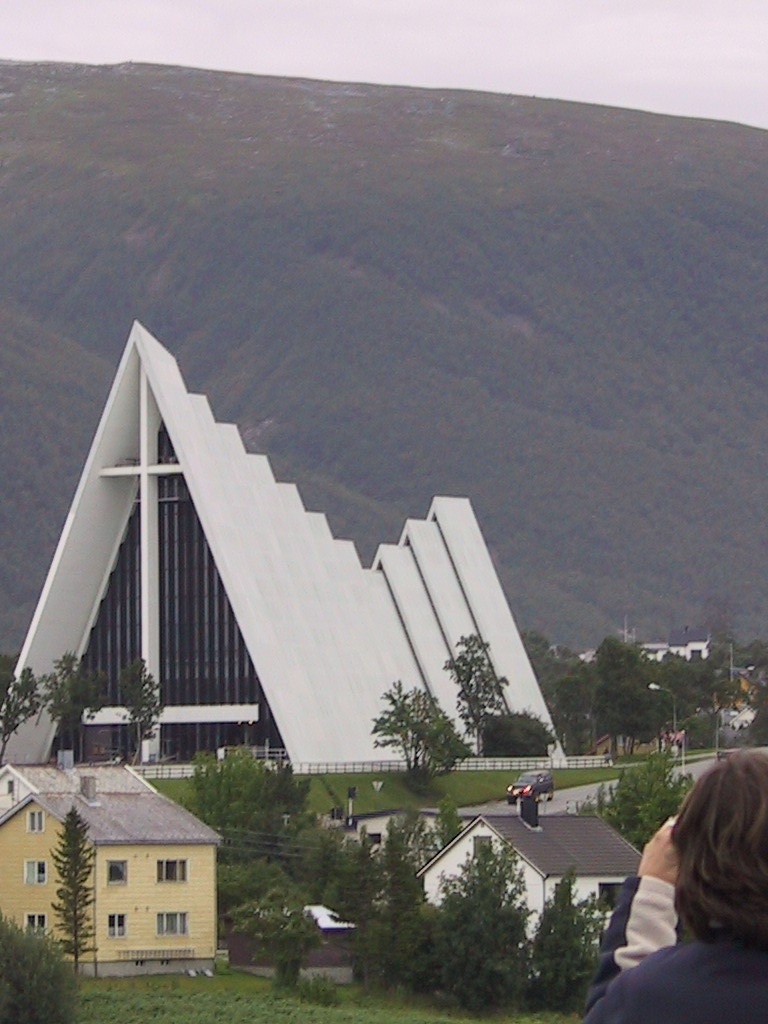
Cathédrale arctique, Tromsø

| Type                  | Endroit                         | Pays       | Coordonnées           |
| --------------------- | ------------------------------- | ---------- | --------------------- |
| Archevêché catholique | Vår Frue kirke, Tromsø          | Norvège    |                       |
| Église                | Longyearbyen, Svalbard          | Norvège    | 78° 13′ N, 15° 33′ E  |
| Cathédrale médiévale  | Nidarosdomen, Trondheim         | Norvège    |                       |
| Cathédrale moderne    | Cathédrale arctique, Tromsø     | Norvège    | 69° 40′ N, 18° 56′ E  |
| Chapelle orthodoxe    | Barentsburg, Svalbard           | Norvège    |                       |
| Église médiévale      | Église de Trondenes, Harstad    | Norvège    |                       |
| Église catholique     | Église Saint-Michel, Hammerfest | Norvège    |                       |
| Église orthodoxe      | Khatanga                        | Russie     |                       |
| Mosquée               | Tromsø                          | Norvège    | 69° 40′ N, 18° 56′ E  |
| Synagogue             | Mourmansk                       | Russie     | 68° 58′ N, 33° 05′ E  |
| Temple bouddhiste     | Kópavogur                       | Islande    |                       |
| Temple mormon         | Anchorage, Alaska               | États-Unis | 61° 06′ N, 149° 50′ O |

## Science et technique
| Type                            | Endroit                                                                 | Pays     | Coordonnées           |
| ------------------------------- | ----------------------------------------------------------------------- | -------- | --------------------- |
| Base permanente de radiosondage | Andøya                                                                  | Norvège  | 69° 17′ N, 16° 01′ E  |
| Centrale nucléaire              | Bilibino                                                                | Russie   | 68° 03′ N, 166° 20′ E |
| Centre de recherche             | PEARL (laboratoire de recherche atmosphérique polaire), Eureka, Nunavut | Canada   | 80° 13′ N, 86° 11′ O  |
| Centre de test automobile       | Test World, Ivalo                                                       | Finlande | 69° 40′ N, 27° 39′ E  |
| Planétarium                     | Nordlysplanetariet, Tromsø                                              | Norvège  | 69° 40′ N, 18° 56′ E  |

## Services
| Type                                          | Endroit                                        | Pays                                         | Coordonnées          |
| --------------------------------------------- | ---------------------------------------------- | -------------------------------------------- | -------------------- |
| Banque                                        | Longyearbyen, Svalbard                         | Norvège                                      | 78° 13′ N, 15° 33′ E |
| Bibliothèque publique                         | Longyearbyen, Svalbard                         | Norvège                                      | 78° 13′ N, 15° 33′ E |
| Brasserie                                     | Mack Brewery, Tromsø                           | Norvège¹                                     | 69° 40′ N, 18° 56′ E |
| Distillerie                                   | Tyrnävä                                        | Finlande                                     | 64° 46′ N, 25° 39′ E |
| Bureau de poste                               | Alert, Nunavut                                 | Canada                                       | 82° 28′ N, 62° 30′ O |
| Guichet automatique bancaire                  | Longyearbyen, Svalbard                         | Norvège                                      | 78° 13′ N, 15° 33′ E |
| École                                         | Longyearbyen, Svalbard                         | Norvège                                      | 78° 13′ N, 15° 33′ E |
| École délivrant le baccalauréat international | Rovaniemi                                      | Finlande                                     | 66° 30′ N, 25° 43′ E |
| Garderie                                      | Longyearbyen, Svalbard                         | Norvège                                      | 78° 13′ N, 15° 33′ E |
| Garnison                                      | Garnisonen i Porsanger, Porsanger              | Norvège                                      | 70° 01′ N, 25° 01′ E |
| Marchand de journaux                          | Svalbardposten, Longyearbyen, Svalbard         | Norvège                                      | 78° 13′ N, 15° 33′ E |
| Office du tourisme                            | Longyearbyen, Svalbard                         | Norvège                                      | 78° 13′ N, 15° 33′ E |
| Toilettes publiques                           | Dans le musée de la mine, Ny-Ålesund, Svalbard | Norvège                                      | 78° 55′ N, 11° 56′ E |
| Webcam                                        | Observatoire environnemental du pôle Nord      | Dérivant sur la banquise de l'océan Arctique | 87° 30′ N, 30° 00′ E |

## Transport
| Type                                   | Localité                                      | Pays            | Coordonnées                                               |
| -------------------------------------- | --------------------------------------------- | --------------- | --------------------------------------------------------- |
| Aéroport, avec vols réguliers          | Aéroport du Svalbard à Longyearbyen, Svalbard | Norvège         | 78° 15′ N, 15° 28′ E                                      |
| Aéroport, sans vols réguliers          | Aéroport d'Alert, Nunavut                     | Canada          | 82° 31′ N, 62° 17′ O                                      |
| Autoroute                              | Tornio-Kemi                                   | Finlande        | 65° 49′ 31,52″ N, 24° 24′ 08,26″ E                        |
| Chemin de fer                          | Près de Pechenga, Russie Kirkenes             | Norvège (fermé) | 69° 36′ 42″ N, 31° 14′ 27″ E 69° 43′ 32″ N, 30° 01′ 53″ E |
| Échangeur routier                      | Reykjavik                                     | Islande         | 64° 07′ 30″ N, 21° 50′ 51″ O                              |
| Métro                                  | Métro d'Helsinki, Helsinki                    | Finlande        | 60° 10′ N, 24° 56′ E                                      |
| Route avec connexion au reste du monde | Cap Nord                                      | Norvège         | 71° 10′ 06,83″ N, 25° 46′ 56,09″ E                        |
| Station de bus                         | Longyearbyen, Svalbard                        | Norvège         | 78° 13′ N, 15° 33′ E                                      |
| Station de taxi                        | Longyearbyen, Svalbard                        | Norvège         | 78° 13′ N, 15° 33′ E                                      |